# Sérénade sur Paris
Pour les articles homonymes, voir Sérénade et Paris (homonymie).
Clip vidéo
[vidéo] « Tino Rossi - Sérénade sur Paris », sur YouTube
[vidéo] « Tino Rossi - Sérénade sur Paris (extrait du film Marlène (1949) », sur YouTube
Sérénade sur Paris est une chanson française et une valse populaire de Tino Rossi, enregistrée en single chez Pathé Records,, et pour le film musical Marlène de 1949, un des nombreux succès de sa carrière et de la chanson française.

## Histoire
Francis Lopez et Henri Bourtayre écrivent et composent cette sérénade sur Paris pour le film musical Marlène de Tino Rossi, chanteur et acteur de charme et crooner de l'époque « Sérénade sur Paris, tout au long des Tuileries, à la cascade, par un bel après-midi, allons tous deux mon amie, en promenade... Mais c'est pour toi ma chérie, que je chante sur Paris, ma sérénade, par dessus les toits, comme un chant de joie, elle s'en va sur la ville, elle vient porter, dans chaque foyer, un peu de rêve oublié, un air d'accordéon... ». Cette chanson sur Paris fait référence aux Tuileries, à la rue de Rivoli, à Passy, à un orgue de Barbarie, à un air d'accordéon, aux toits de Paris... 
Tino Rossi interprète à nouveau cette chanson en jouant son propre rôle dans le film musical Paris chante toujours, de Pierre Montazel, de 1952, au coté de nombreuses autres célébrités de l'époque, dont Georges Guétary, Yves Montand, Édith Piaf, Line Renaud, Luis Mariano, Les Compagnons de la chanson, Jacqueline Joubert...

## Reprises et adaptations
Tino Rossi réédite ce titre sur de nombreux disques et compilations des succès de sa carrière. 

## Au cinéma
- 1949 : Marlène, de Pierre de Hérain, interprétée par Tino Rossi[6].
- 1952 : Paris chante toujours, de Pierre Montazel, interprétée par Tino Rossi[7].